# Classe Charlie

Silhouette d'un sous-marin de classe Charlie I (Projet 670 Skat).

Silhouette d'un sous-marin de classe Charlie II (Projet 670M SKAT-M).

La classe Charlie est le code OTAN pour un type de sous-marin nucléaire lanceur de missiles de croisière qui a été initialement mis en service par l'Union soviétique dans les années 1970. La désignation soviétique était Projet 670 Skat pour les premiers navires et Projet 670M SKAT-M pour la seconde classe. Ils sont retirés du service de la Marine soviétique à la fin de la guerre froide dans les années 1990. Ils embarquent des missiles antinavires à longue portée P-120 Malakhit, conçus pour couler des navires de surface tels que les porte-avions. En plus de leurs capacités de lancement de missiles, l'armement secondaire des sous-marins de classe Charlie (torpilles et systèmes sonar) s'avèrent utile pour la lutte anti-sous-marine.
Le sous-marin soviétique K-43 de cette classe entra en service dans la Marine indienne sous le nom de Chakra entre 1988 et 1992. C'est en se basant sur cet exemplaire que l'Inde développera la classe Arihant, entrant en service en 2012.

## Classe Charlie I
11 unités ont été construites entre 1968 et 1973.

### Caractéristiques techniques
- Déplacement : 4 000 tonnes (surface), 4 900 tonnes (immersion)
- Longueur : 95 mètres
- Maître-bau : 10 mètres
- Tirant d'eau : 8 mètres
- Vitesse maximale : 20 nœuds (surface), 24 nœuds (immersion)
- Propulsion : un réacteur alimentant deux turbines à vapeur fournissant 11 185 kW

### Liste des sous-marins de la classe
| Nom        | Chantier       | Quille posée     | Lancement       | Commissionné      | Flotte              | Statut                                          |
| ---------- | -------------- | ---------------- | --------------- | ----------------- | ------------------- | ----------------------------------------------- |
| K-43       | Sormovo, Gorki | 9 mai 1964       | 2 août 1966     | 5 novembre 1967   | Flotte du Pacifique | Retiré du service le 30 juillet 1992, démantelé |
| K-87       | Sormovo, Gorki | 6 février 1965   | 20 mars 1968    | 28 décembre 1968  | Flotte du Pacifique | Retiré du service le 19 avril 1990, démantelé   |
| K-25       | Sormovo, Gorki | 2 décembre 1965  | 31 juillet 1968 | 30 décembre 1968  | Flotte du Nord      | Retiré du service le 24 juin 1991, démantelé    |
| K-121      | Sormovo, Gorki | 25 novembre 1966 | 29 avril 1969   | 31 octobre 1969   | Flotte du Pacifique | Retiré du service le 30 juin 1992, démantelé    |
| K-313      | Sormovo, Gorki | 14 juillet 1966  | 16 juillet 1969 | 16 décembre 1969  | Flotte du Pacifique | Retiré du service le 19 avril 1990, démantelé   |
| K-308      | Sormovo, Gorki | 29 décembre 1967 | 19 février 1970 | 20 septembre 1970 | Flotte du Pacifique | Retiré du service le 30 juillet 1992, démantelé |
| K-320 (en) | Sormovo, Gorki | 30 avril 1968    | 27 mars 1971    | 15 septembre 1971 | Flotte du Pacifique | Retiré du service le 19 avril 1990, démantelé   |
| K-302      | Sormovo, Gorki | 17 janvier 1969  | 11 juillet 1970 | 1er décembre 1970 | Flotte du Pacifique | Retiré du service le 30 juin 1992, démantelé    |
| K-325      | Sormovo, Gorki | 6 septembre 1969 | 4 juin 1971     | 5 novembre 1971   | Flotte du Pacifique | Retiré du service le 24 juin 1991, démantelé    |
| K-429      | Sormovo, Gorki | 26 janvier 1971  | 22 avril 1972   | 15 septembre 1972 | Flotte du Pacifique | Retiré du service, démantelé                    |
| K-201      | Sormovo, Gorki | 16 novembre 1971 | Septembre 1972  | 26 décembre 1972  | Flotte du Pacifique | Retiré du service le 19 avril 1990, démantelé   |

## Classe Charlie II
6 unités ont été construites entre 1973 et 1980.

### Caractéristiques techniques
- Déplacement : 4 300 tonnes (surface), 5 100 tonnes (immersion)
- Longueur : 103 mètres
- Maître-bau : 10 mètres
- Tirant d'eau : 8 mètres
- Vitesse maximale : 20 nœuds (surface), 24 nœuds (immersion)
- Propulsion : un réacteur alimentant deux turbines à vapeur fournissant 11 185 kW

### Liste des sous-marins de la classe
| Nom     | Chantier       | Quille posée      | Lancement         | Commissionné      | Flotte         | Statut                                         |
| ------- | -------------- | ----------------- | ----------------- | ----------------- | -------------- | ---------------------------------------------- |
| K-458 . | Sormovo, Gorki | 12 février 1974   | 30 juin 1975      | 29 décembre 1975  | Flotte du Nord | Retiré du service le 24 juin 1991, démantelé   |
| K-452   | Sormovo, Gorki | 30 décembre 1972  | Juin 1973         | 30 décembre 1973  | Flotte du Nord | Retiré du service le 30 mai 1998, démantelé    |
| K-479   | Sormovo, Gorki | 20 décembre 1975  | 6 mai 1977        | 30 septembre 1977 | Flotte du Nord | Retiré du service le 5 juillet 1992, démantelé |
| K-503   | Sormovo, Gorki | 7 février 1977    | 22 septembre 1978 | 31 décembre 1978  | Flotte du Nord | Retiré du service le 30 juin 1993, démantelé   |
| K-508   | Sormovo, Gorki | 10 décembre 1977  | 3 octobre 1979    | 30 décembre 1979  | Flotte du Nord | Retiré du service le 4 août 1995, démantelé    |
| K-209   | Sormovo, Gorki | 20 décembre, 1979 | 16 septembre 1980 | 30 décembre 1980  | Flotte du Nord | Retiré du service en 1996, démantelé           |

## Accident notable
Le K-429 coula près de Petropavlovsk-Kamtchatski en 1983 faisant 16 morts.

## Culture populaire
Cette classe de sous marin est évoquée dans le techno-thriller de l'auteur de roman, Tom Clancy, dans son ouvrage Octobre Rouge, ou le capitaine de vaisseau fictif, Marko Ramius, est chargé des essais sur le premier exemplaire de cette classe. 